# Paul Durkin
Paul Durkin   (Weymouth, 15 d'agost de 1955) és un exàrbitre de futbol anglès, que es va retirar el 2004. És originari de l'illa de Portland, a Dorset. Treballa com a assessor d'àrbitres per a la Football Association.
Durkin va ser l'únic àrbitre d'Anglaterra a la final de la Copa del Món de la FIFA de 1998 a França, on va arbitrar un partit: el del Grup B entre Itàlia i Àustria. El mateix any, va arbitrar la final de la FA Cup entre l'Arsenal i el Newcastle United, i va estar a càrrec de la final de la Copa de la Lliga de Futbol de 2003 entre el Liverpool i el Manchester United.
El 2004, Durkin va aparèixer com a àrbitre al programa de jocs d'ITV Simply the Best.